# Monora
Monora (románul: Mănărade, németül: Donnersmarkt, az erdélyi szász nyelven Donnerschmert) település Romániában, Fehér megyében.

## Nevének eredete
Magyar és román nevének eredete ismeretlen, német neve (Donnersmarkt) a csütörtöki napokon tartott vásárokra utal.

## Fekvése
Gyulafehérvártól 48 km-re keletre, Balázsfalvától 7 km-re délre, Kisgalgóc, Szászpatak és Balázsfalva közt, a Nagy-Küküllő bal partján fekvő település.

## Története
1205-ben Monera néven említik először. 1263-ban királyi birtok volt, melyet István herceg (a későbbi IV. István) elajándékozott udvarnokainak.
A település talán már az erdélyi szászok betelepítése előtt létezett. A szászok a 12. század közepén telepedhettek le benne.
Középkori katolikus lakossága a reformáció idején felvette a lutheránus vallást.
A trianoni békeszerződésig Alsó-Fehér vármegye Balázsfalvi járásához tartozott.
A német lakosság Nicolae Ceaușescu uralma idején kivándorolt Németországba, így már az 1992-es népszámlálás idején abszolút román többségű falu volt.

## Lakossága
1910-ben 1070 lakosa volt, ebből 640 német, 416 román és 14 fő magyar nemzetiségűnek vallotta magát.
2002-ben 982 lakosából 895 román, 82 cigány, 4 német és 1 magyar volt.

## Látnivaló
- Lutheránus temploma a 14. században épült, de 1869-ben jelentős mértékben átépítették, egyúttal meg is nagyobbították. Kaputornyát 1832-ben harangtoronnyá építették át. A középkori templomból érintetlenül csak a kőből faragott keresztelőmedencéje és 6 m magas kőkerítése maradt meg, amely hiányosan ugyan, de még áll.